# Nasry Asfura

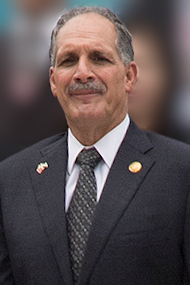
Nasry Asfura

Nasry Asfura (geboren 8. Juni 1958 in Tegucigalpa, Honduras) ist ein honduranischer Politiker (Partido Nacional de Honduras). Asfura ist seit 2014 Bürgermeister der Hauptstadt Tegucigalpa.

## Biographie
Nasry Asfura wurde im Departamento Francisco Morazán geboren. Er studierte Bauingenieurwesen an der Universidad Nacional Autónoma de Honduras, schloss dies Studium jedoch nicht ab.
Zwischen 1990 und 1994 war er stellvertretender städtischer Finanzbeamter der Hauptstadt und Assistent der Bürgermeisterin Nora Gúnera de Melgar. Von 1994 bis 1998 war er Leiter des öffentlichen Dienstes. Er gehörte zum Team des Bürgermeisters César Castellanos Madrid. 2014 wurde er selbst Bürgermeister von Tegucigalpa. Im Jahr 2017 wurde er für eine zweite Amtszeit wiedergewählt.
Asfura trat als Kandidat der konservativen Regierungspartei 2021 zu den Präsidentschaftswahlen an. Er erreichte knapp 37 Prozent der Stimmen, die Partei Libertad y Refundación gewann mit 51 Prozent die Wahl. Nasry Asfura teilte nach der Wahl mit, er habe die Gegenkandidatin Xiomara Castro zu Hause besucht und ihr zum Sieg gratuliert. Castro ist die erste Frau an der Staatsspitze von Honduras und das erste Staatsoberhaupt seit der Rückkehr zur Demokratie 1982, das nicht einer der beiden etablierten Parteien (Partido Liberal und Partido Nacional) in Honduras angehört.